# Stark (cráter)
Stark es un cráter de impacto perteneciente a la cara oculta de la Luna. Se encuentra al sureste del prominente cráter Tsiolkovskiy, y al norte de Subbotin.
Es un cráter muy erosionado, con un borde exterior irregular y un interior desigual. El par de cráteres satélite ligeramente más pequeños, Stark Y y Stark V están unidos al noroeste y al oeste respectivamente, creando una formación de triple cráter (se sugirieron las designaciones Homero para Stark Y y Safo de Mitilene para Stark V, pero la UAI las rechazó). En el interior de Stark yace un pequeño cráter, situado justo al sur del punto medio.

## Cráteres satélite

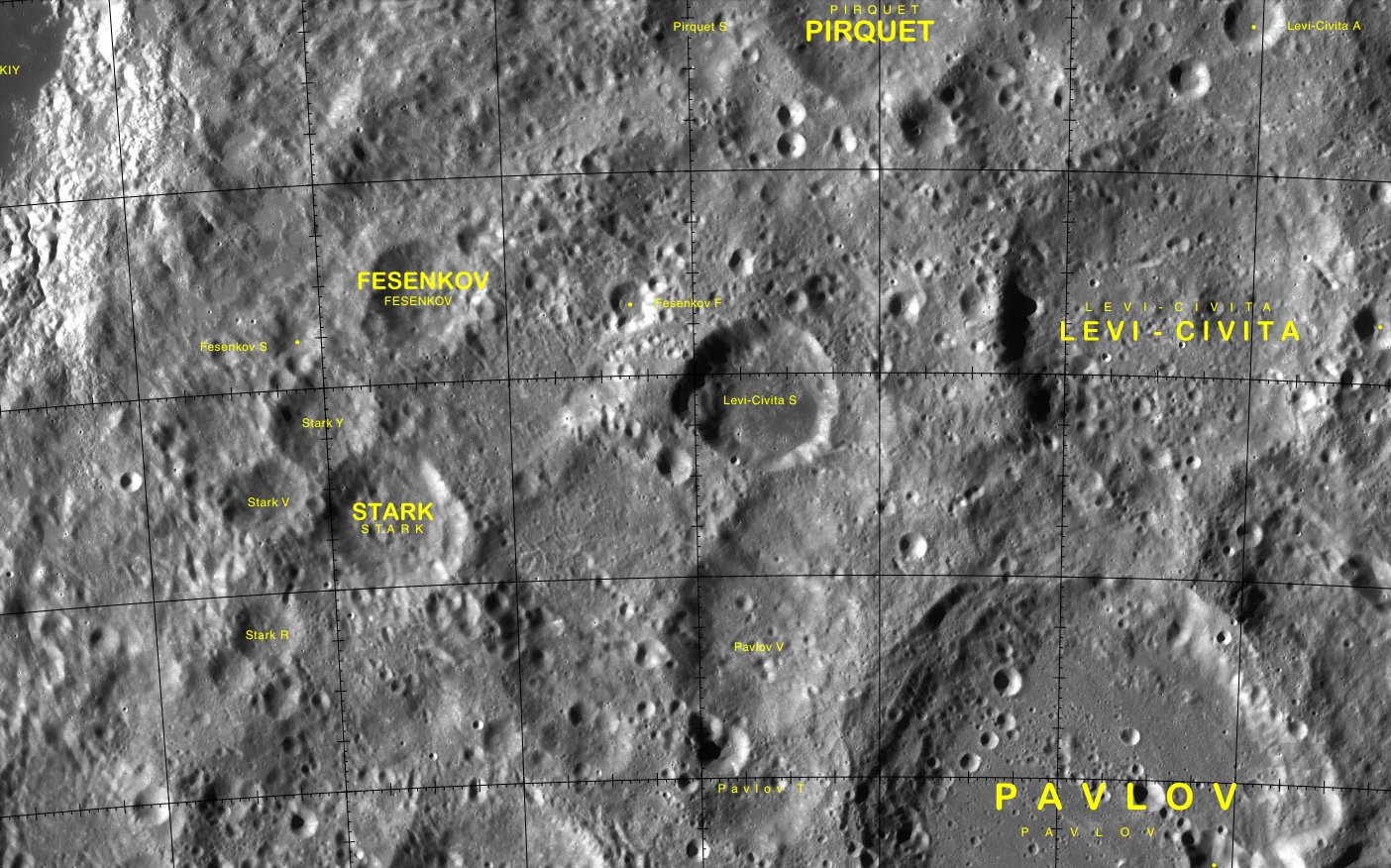
Entorno de Stark (situado en el centro de la mitad izquierda de la fotografía)

Por convención estos elementos son identificados en los mapas lunares poniendo la letra en el lado del punto medio del cráter que está más cercano a Stark.
|       | \| Stark \| Coordenadas \| Diámetro \| \| ----- \| ------------------------------- \| -------- \| \| R \| 26°18′S 133°12′E / -26.3, 133.2 \| 21 km \| \| V \| 25°06′S 133°18′E / -25.1, 133.3 \| 25 km \| \| Y \| 24°24′S 134°00′E / -24.4, 134.0 \| 31 km \| |          |
| Stark | Coordenadas | Diámetro |
| R     | 26°18′S 133°12′E / -26.3, 133.2 | 21 km    |
| V     | 25°06′S 133°18′E / -25.1, 133.3 | 25 km    |
| Y     | 24°24′S 134°00′E / -24.4, 134.0 | 31 km    |